# Hysteria Project
Hysteria Project es un juego de aventuras FMV de 2009 desarrollado y distribuido por el estudio francés BulkyPix para iOS y lanzado por primera vez en la App Store el 7 de abril de 2009. Fue lanzado como un PlayStation mini disponible para jugar en PlayStation 3 y PlayStation Portable el 15 de abril de 2010 en Europa y el 22 de abril de 2010 en América del Norte. El port fue distribuido por Sanuk Games. Una secuela fue lanzada en la App Store en 2011 titulada Hysteria Project 2.

## Jugabilidad
El juego se juega desde una perspectiva en primera persona y se compone completamente de escenas de video de movimiento completo mientras el protagonista anónimo intenta huir de un hombre que empuña un hacha. El juego implica que el jugador tome decisiones sobre qué acción tomar en un momento dado, o toque la pantalla táctil durante momentos sensibles al contexto.
Cuando se le presente al jugador una opción, el juego cortará a un árbol de decisiones donde el jugador deberá seleccionar su opción. El juego pasará entonces al siguiente segmento y el jugador podrá ver si ha seleccionado la opción correcta o no. Las opciones implican, por ejemplo, elegir tomar el camino de la izquierda o de la derecha, o elegir permanecer oculto o huir. Sin embargo, el guion del juego es fijo, las diferentes opciones no conducen a una narrativa ramificada: si el jugador toma la decisión equivocada (eligiendo permanecer oculto en lugar de huir, por ejemplo), el jugador morirá y el juego terminará, con una descripción de texto de cómo ha muerto el jugador. En este punto, el juego puede retroceder entre una y tres opciones.
El otro estilo de juego consiste en tocar la pantalla táctil para realizar diferentes acciones, como escabullirse por un bosque sin chocar contra las ramas o navegar por una serie de cables trampa. Si el jugador no toca la pantalla en el lugar correcto en el momento correcto, morirá.

## Trama
El juego comienza con un hombre no identificado que se despierta en un cobertizo donde ha estado atado por razones desconocidas. Después de lograr liberarse, comienza a correr por el bosque que rodea el cobertizo. Sin embargo, pronto se encuentra siendo perseguido por un hombre encapuchado que empuña un hacha, el mismo hombre que lo había colocado originalmente en el cobertizo.
Mientras huye, el jugador encuentra un misterioso y reciente tatuaje de una letra H en su brazo, la misma letra también estaba inscrita en el interior de la puerta del cobertizo. El jugador continúa corriendo, hasta que parece desmayarse. Se despierta y se encuentra siendo arrastrado de regreso al cobertizo. Aturdido y confundido, una vez más escapa del cobertizo y corre por el bosque, solo para encontrarse una vez más siendo perseguido por el hombre encapuchado. En un momento, lo que parece una criatura hecha de humo negro se cruza en su camino. Mientras huye, encuentra una pequeña mina terrestre que arroja en el camino del hombre encapuchado. Hay una explosión y el hombre encapuchado desaparece. Luego, el jugador corre desde el bosque hacia un edificio cercano, desapareciendo por un tramo de escaleras. Sin embargo, después de haber entrado en la escalera, la puerta se cierra detrás de él y se ve que tiene inscrita la misma H que el tatuaje y el cobertizo.
Al completar el juego, el jugador obtiene acceso a un «archivo secreto» que revela parte de la historia de fondo. El archivo tiene la forma de una serie de informes policiales del escritorio del sargento Coyle. Los informes detallan cómo una eminencia científica, el profesor Gustavo Ortega, desapareció mientras navegaba en su yate. La evidencia parecía sugerir una incursión pirata, pero nunca se emitió ninguna demanda de rescate. Ortega era un experto mundial en inteligencia artificial y nanotecnología y era el jefe de un misterioso proyecto de investigación conocido solo como «Proyecto H» que parecía tener financiación ilimitada de la junta directiva de la empresa de Ortega, NanoPharma. La única persona a la que le permitió trabajar con él en el proyecto fue la profesora Lisa Spencer, quien murió en un misterioso accidente automovilístico varios días después de la desaparición de Ortega. Sin embargo, su cuerpo estaba tan quemado que solo pudo ser identificada por algunas joyas que llevaba puestas. Los informes también revelan que, después de la explosión en el bosque, varias personas que habían oído el ruido y visto el extraño humo negro hicieron varias denuncias a la policía. Coyle fue a investigar la zona y descubrió el cuerpo de un hombre con una H tatuada en el brazo que había muerto de un ataque cardíaco. Una autopsia reveló que algún tiempo antes de su muerte, el hombre había sido atado. En su bolsillo había una fotografía de Ortega y Spencer, de quienes Coyle está convencido de que todavía seguían con vida, y que el incidente en el bosque estaba relacionado con el Proyecto H. Un extracto del diario de Ortega también revela que inyectar nanomáquinas recientemente desarrolladas en un ratón le otorgó sentidos mejorados, pero provocó que el ratón se volviera incontrolablemente agresivo y finalmente muriera de un ataque cardíaco.

## Recepción
Tras su lanzamiento, Hysteria Project recibió críticas mixtas. La versión para PSP del juego tiene una puntuación total de 68 de 100 en Metacritic según cuatro reseñas. En GameRankings, la versión para iOS tiene una puntuación del 57,40% según cinco reseñas, y la versión para PSP tiene una puntuación del 56,67 % según tres reseñas.
Chris Hall de 148Apps quedó impresionado y le dio al juego una puntuación de 3,5 de 5. Elogió la forma en que se filmó el juego, comparándolo con The Blair Witch Project, pero sintió que la jugabilidad era repetitiva y el juego en sí demasiado corto; «Hysteria es una aventura corta y dulce que solo cuesta $1.99. Si eres fanático del género de videojuegos cinematográficos antiguos o simplemente te gustan los juegos de terror en general, cómprate este». Nigel Wood de TouchGen también puntuó al juego con un 3,5 de 5 aclamando el tono del juego, pero criticando la duración: «Si quieres un susto rápido, este juego lo cumple, pero si esperabas una experiencia interactiva profunda, esta primera parte de Hysteria solo roza la superficie».
Levi Buchanan de IGN puntuó la versión de iOS con un 7,2 de 10 y la versión de PSP con un 7 de 10. Comparó el juego con viejos juegos FMV de Sega CD como Night Trap y fue algo crítico con la compresión de video. También consideró que el juego era demasiado lineal, pero concluyó que, aunque «la narrativa pierde fuerza aproximadamente a mitad del juego (algunas de las decisiones se vuelven repetitivas), Hysteria Project sigue siendo un ejercicio intrigante de narración en una nueva plataforma».
Tracy Erickson de Pocket Gamer no quedó impresionado y le dio al juego una puntuación de 5 de 10. Criticó la linealidad de la narrativa y la naturaleza «en blanco y negro» de las decisiones: «Estas decisiones opacas le dan a Hysteria Project una sensación arbitraria, que se ve agravada por su falta de credibilidad y desarrollo narrativo. El asesino aparentemente no puede moverse más rápido que el paso de un caracol y nunca se da cuenta cuando te escondes detrás de un tocón o una roca cubierta de musgo a plena vista». Concluyeron que «no es más que una colección de videoclips y ultimátums sin sentido, Hysteria Project ofrece poco en cuanto a jugabilidad y aventura convincente».
Andrew Podolsky de Slide to Play quedó aún menos impresionado, puntuando al juego con un 1 de 4 y escribiendo «Con personajes sin nombre ni rostro, un entorno poco interesante, una jugabilidad pobre basada en videos y un concepto lleno de clichés, no hay mucho que recomendar sobre Hysteria Project».
PSPMinis puntuó la versión de PSP con un 6 de 10. Elogiaron la atmósfera, pero consideraron que la jugabilidad era repetitiva en la segunda mitad del juego. Concluyeron que «Aunque es muy corto (quizás media hora como máximo) y tiene poco valor de rejugabilidad, posiblemente valga la pena comprarlo debido al bajo precio y la novedad, y porque te da algunos momentos (quizás diez minutos) de genuina inquietud. Simplemente, debes saber en qué te estás metiendo».